# Bowers v. Hardwick
Bowers v. Hardwick (478 U.S. 186) est un arrêt rendu par la Cour suprême des États-Unis en 1986, qui a confirmé la constitutionnalité d'une loi de l'État de Géorgie criminalisant le sexe oral et le sexe anal en privé entre adultes consentants, ce qui recouvre la sodomie entre personnes de même sexe, en dépit que le droit de cette époque ne fait aucune différence entre la sodomie homosexuelle et la sodomie hétérosexuelle. Cette décision a été renversée en 2003 par l'arrêt Lawrence v. Texas.

## Origine
En 1982, un officier de police de Géorgie aperçoit Michael Hardwick pratiquant la sodomie consensuelle avec un autre adulte dans la chambre à coucher de sa maison. Une loi de Géorgie interdit alors cette pratique, mais le procureur de district décide de ne pas poursuivre Hardwick ni son amant. Hardwick conteste de la constitutionnalité de cette loi devant la cour de district. Le tribunal considère d'abord que Hardwick n'a pas déposé plainte ; en appel, la cour renverse la décision, estimant que la loi de Géorgie est inconstitutionnelle. Le procureur général de Géorgie, Michael J. Bowers, fait appel devant la Cour suprême.

## Décision de la Cour suprême
Devant la Cour suprême, la question posée est la suivante : "La Constitution confère-t-elle un droit fondamental aux homosexuels de pratiquer la sodomie consensuelle, invalidant ainsi les lois de nombreux États qui rendent ce comportement illégal ?" La Cour rend un verdict négatif à cette question. Les votes (5 contre 4) sont répartis comme suit :
- Warren E. Burger : se range à la majorité de Byron White.
- William Joseph Brennan Jr. : opposition à la majorité de Byron White.
- Byron White : propose la réponse négative.
- Thurgood Marshall : opposition à la majorité de Byron White.
- Harry Blackmun :opposition à la majorité de Byron White.
- Lewis F. Powell Jr. : se range à la majorité de Byron White.
- William Rehnquist : se range à la majorité de Byron White.
- John Paul Stevens : opposition à la majorité de Byron White.
- Sandra Day O'Connor : se range à la majorité de Byron White.

La Cour a décidé que la Constitution ne protégeait pas les actes de sodomie et que chaque État pouvait choisir d'interdire ces pratiques. Le juge Byron White a argumenté que la Cour n'intervient généralement que pour protéger des droits qui sont soit implicitement liés à la notion de liberté telle qu'ordonnée par la Constitution (Palko v. Connecticut, 1937), soit profondément enracinés dans l'histoire et la tradition nationales (Griswold v. Connecticut, 1965). Dans ce cas, la Cour a jugé que le droit de pratiquer la sodomie ne remplissait aucun de ces critères. Le juge White était préoccupé par l'idée que garantir le droit à la sodomie pourrait être une décision créée par les juges plutôt que découlant clairement de la Constitution, ce qui pourrait compromettre la légitimité de la Cour.

## Renversement
L'arrêt Lawrence v. Texas, en 2003, renverse la décision de 1986.